# Brianchon (månekrater)
Brianchon er et nedslagskrater på Månen. Det befinder sig på Månens forside langs den nordvestlige rand og er opkaldt efter den franske matematiker og kemiker Charles J. Brianchon (1783 – 1864).
Navnet blev officielt tildelt af den Internationale Astronomiske Union (IAU) i 1964. 
På grund af dets placering ses krateret fra siden, så dets synlighed er noget afhængig af libration. Detaljer i det kan kun ses fra månekredsløb.
Observation af krateret rapporteredes første gang i 1963 af Ewen Whitaker.

## Omgivelser
Brianchionkrateret ligger lige vest for Pascalkrateret, og Desargueskrateret ligger sydøst for det. Syd for Brianchon og langs dets rand ligger Cremonakrateret, mens Lindbladkrateret ligger mod sydvest, lige på Månens bagside. 

## Karakteristika
Kraterranden er nedslidt og eroderet af nye nedslag efter dets dannelse. Det mest fremtrædende af disse er et par kratere, som ligger over den nordlige rand samt "Brianchion B", som er trængt lidt ind i den sydlige rand. "Brianchon A" danner en udadgående bule i randen mod nordvest, men slutter sig ellers pænt ind til kraterformationen. Der er også et koncentrisk krater, som er trængt ind i den ydre, sydøstlige rand. Resten af den ydre væg er blevet afrundet og er dækket af et antal småkratere.
Kraterbunden er forholdsvis jævn med et stort antal småkratere. Det mest fremtrædende af disse er et lille, skålformet krater lige nordvest for kratermidten. Der er især adskillige småkratere i den sydlige del af kraterbunden.

## Satellitkratere
De kratere, som kaldes satellitter, er små kratere beliggende i eller nær hovedkrateret. Deres dannelse er sædvanligvis sket uafhængigt af dette, men de får samme navn som hovedkrateret med tilføjelse af et stort bogstav. På kort over Månen er det en konvention at identificere dem ved at placere dette bogstav på den side af satellitkraterets midte, som ligger nærmest hovedkrateret. Brianchonkrateret har følgende satellitkratere:
| Brianchon | Længde  | Bredde  | Diameter |
| --------- | ------- | ------- | -------- |
| A         | 76,7° N | 86,3° V | 50 km    |
| B         | 72,2° N | 89,1° V | 31 km    |
| T         | 75,8° N | 99,8° V | 30 km    |

## Måneatlas
- Billeder af Brianchonkrateret i LPI-måneatlasset